# Харьковка (Новосибірська область)
Харьковка (рос. Харьковка) — селище у Сузунському районі Новосибірської області Російської Федерації.
Входить до складу муніципального утворення Бітковська сільрада. Населення становить 107 осіб (2010).

## Історія
Згідно із законом від 2 червня 2004 року органом місцевого самоврядування є Бітковська сільрада.

## Населення
| 2002 | 2007 | 2010 |
| ---- | ---- | ---- |
| 234  | ↘125 | ↘107 |